# Гарибальди Лэйк
Гарибальди Лэйк — вулканическое поле. Располагается в штате Британская Колумбия, Канада. 
Состоит из 9 небольших андезитовых стратовулканов и базальтово-андезитовых разломов. В районе вулканического поля находится одноимённое озеро, к югу от него расположен стратовулкан Гарибальди. Сформировался в период позднего плейстоцена — раннего голоцена. Наиболее старым геологическим образованием в данном районе является стратовулкан Чёрный Туск, который возник в период 1,3 — 1,1 млн. лет назад. После окончания очередного ледникового периода, на одном из склонов образовался вулканический купол в период возобновления вулканической деятельности, произошедщей в период 210-170 тысяч лет назад. Другие вулканические образования, которые возникли в плейстоценовый период расположены к западу от реки Чикамус. К востоку от данного стратовулкана находится шлаковый конус, потоки лавы которого проделали 9-километровый путь в период позднего плейстоцена — голоцена примерно 40 тысяч лет назад. Гора Прайс, находящаяся к западу от озера Гарибальди, была сформирована в три этапа, начиная 1100 млн. лет назад и также извергала потоки лавы и задействовала при этом другой стратовулкан Клинкер Пик, который изверг 2 потока лавы. В результате этих извержений сместился ледник и сформировался естественный геологический барьер, который окружает озеро Гарибальди. Остальные вулканические объекты были сформированы в начале современного периода. Вулканическое поле покрыто моренами. В разный период в данном районе возникают оползни. В настоящий период вулканическая и сейсмическая активность в данном районе не наблюдается.

## Список некоторых вулканических объектов по алфавиту, входящих в вулканическое поле Гарибальди
| Название      | Название на английском | Тип                  | Высота (м.) |
| ------------- | ---------------------- | -------------------- | ----------- |
| Блэк Туск     | Black Tusk             | Стратовулкан         | 2316        |
| Клинкер Пик   | Clinker Peak           | Стратовулкан         | 1980        |
| Маунт Бреу    | Mount Brew             | Вулканический кратер | 1740        |
| Маунт Прайс   | Mount Price            | Стратовулкан         | 2042        |
| Синде Коун    | Cinder cone            | Вулканический конус  | 1845        |
| Сфинкс Морэйн | Sphinx Moraine         | Вулканический кратер | 1525        |